# Hans Ludwig Zankl
Hans Ludwig Zankl (* 5. Oktober 1911 in Kiel; † 14. Februar 1977 in Köln) war ein deutscher Journalist, Zeitungswissenschaftler und Werbefachmann. Er war der Vater von Franz Rudolf Zankl und Heinrich Zankl.

## Leben

### Jugend und Ausbildung
Hans Ludwig Zankl ging in Nürnberg zur Schule. 1928 wurde er als 17-jähriger Schüler freier Mitarbeiter beim 8-Uhr-Blatt in Nürnberg. 1929 war er für diese Zeitung Sonderberichterstatter bei den Studentenweltmeisterschaften der Leichtathletik in Darmstadt. 1931 gewann er den Mitarbeiterwettbewerb beim 8-Uhr-Blatt. 1932 legte er das Abitur ab und begann in Erlangen sein Studium (Volkswirtschaftslehre, Statistik, Zeitungswissenschaft, Kunstgeschichte). Parallel dazu absolvierte er bei der Zeitung Fränkischer Kurier ein Volontariat. 1935 promovierte er mit einem kunstgeschichtlichen Thema zum Dr. phil.

### Laufbahn im „Dritten Reich“
1935 wurde Zankl Ressortleiter beim Fränkischen Kurier. 1936 erschienen seine ersten zeitungswissenschaftlichen Publikationen. Im gleichen Jahr wurde er Leiter des Wirtschafts-Presse- und statistischen Amtes der Stadt Trier. 1937 ging er zurück nach Nürnberg und wurde dort Amtsrat im Amt für Statistik; ab 1939 war er Schriftleiter der städtischen Monatszeitschrift Nürnberger Schau und Leiter der kommunalen Nachrichtenstelle. In dieser Zeit war er auch Lehrbeauftragter an der Hindenburg-Hochschule in Nürnberg, wo er zeitungswissenschaftliche Vorlesungen hielt. 1940 wurde Zankl zum Leiter des Instituts für Zeitungswissenschaft ernannt. Im Herbst 1940 erhielt er seine Einberufung zum Wehrdienst, setzte aber zunächst noch seine wissenschaftliche Tätigkeit so weit wie möglich fort, bis das Institut 1945 bei einem Luftangriff zerstört wurde.

### Laufbahn in der Nachkriegszeit
Nach seiner Entlassung aus amerikanischer Kriegsgefangenschaft war Zankl freiberuflich tätig, bevor er 1950 Leiter des Presse-, Fremdenverkehrs- und Ausstellungsamtes der Stadt Kiel wurde. 1954 berief ihn die Stadt Köln zum Direktor des Fremdenverkehrsamtes. Zankl war 1956 Mitbegründer der „Rheinisch-Westfälischen Werbefachschule“, der heutigen Westdeutschen Akademie für Kommunikation (WAK), die er bis 1963 gemeinsam mit Siegfried Behn leitete. Danach war Zankl bis zu seinem Tod alleiniger Leiter der Ausbildungsstätte. Er erweiterte in dieser Zeit die Werbefachschule zur werbefachlichen Akademie. 1964 gründete Zankl gemeinsam mit Ilse Wolff das „Deutsche Seminar für Fremdenverkehr“, das heute unter dem Namen „Deutsches Seminar für Tourismus“ besteht.

## Auszeichnungen
- 1962: Medaille des Bayerischen Werbefachverbandes
- 1964: Auszeichnung beim internationalen Rizzoli-Wettbewerb in Mailand
- 1965: Auszeichnung bei der State Fair California
- 1969: Silberne Medaille auf dem Kongress der Werbung
- 1973: Bundesverdienstkreuz 1. Klasse
- 1977: Dr. Kurt Neven DuMont-Medaille der WAK

## Schriften
- Die mittelalterliche Egidienkirche zu Nürnberg. Dissertation. Palm u. Enke, Erlangen 1935.
- Zeitungsbild und Nationalpropaganda. Noske, Leipzig 1936.
- Die Zukunft der Zeitungswissenschaft. Palm u. Enke, Erlangen 1936.
- Formgebung als soziale Aufgabe. Muthesius-Werkschule, Kiel 1952.
- Die soziale Funktion der Publizistik. Mühlau, Kiel 1953.
- Grundfragen der Zeitungswirkung. Pohl, München 1954.
- Lehrbuch der Fremdenverkehrswerbung. Kulturbuch, Berlin 1956.
- Die kommunale Werbung. Wirtschaft und Werbung, Essen 1958.
- Vorschläge zur Beurteilung einer Anzeige. Kulturbuch, Berlin 1963.
- mit F. Schwarzenstein: Jahrbücher der Fremdenverkehrspraxis. Jaeger, Darmstadt 1958–1964.
- Werbeleitfaden für das Hotel- und Gaststättengewerbe. Matthaes, Stuttgart 1964.
- Kunst, Kitsch und Werbewirkung. Econ, Düsseldorf 1966.
- Werbeleiter-Handbuch. moderne industrie, München 1966.
- Erfolgreich plakatieren. Econ, Düsseldorf 1969.
- Image und Wirklichkeit. Fromm, Osnabrück 1971.
- Eine Stadt spiegelt Weltgeschichte. Fromm, Osnabrück 1972.
- Public Relations. Gabler, Wiesbaden 1975